# 单立人
北京单立人文化传媒有限公司是中華人民共和國一家单口喜剧俱樂部，與笑果文化並稱「南笑果北单立人」。2017年1月17日，石介甫在北京成立單立人。後來单立人成為《一年一度喜剧大赛》的「内容战略合作伙伴」，主要承擔内容创作方面的工作。，並且還是央视《是真的吗》、腾讯新闻《夸就对了》、爱奇艺《冒犯家族》、芒果TV《听姐说》的内容合作夥伴。由於單立人演員的收入主要來自线下演出，所以有部分單立人旗下演員流向笑果文化。

## 外部連結
- 官方网站